# جولای فاکس
جولای فاکس (نام علمی: Ploceus spekeoides) نام یک گونه از سرده جولاها است.